# بطولة أمم أوروبا 1968
أقيمت بطولة أمم أوروبا 1968 في إيطاليا، وقد كانت هي البطولة الثالثة، وقد لعبت بين 5 يونيو 1968 و10 يونيو 1968.
وقد تم تغيير اسم البطولة من كأس أمم أوروبا إلى بطولة بطولة أمم أوروبا.

## الملاعب
أقيمت البطولة على ثلاثة ملاعب.
- استاد سان باولو، نابولي، ويتسع ل72,800 شخص
- استاد كومونالي، فلورنسا، ويتسع ل47,000 شخص
- الاستاد الأولمبي، روما، ويتسع ل86,500 شخص

## البطولة

### الدور النصف نهائي
| إيطاليا | 0-0 (وقت إضافي) | الإتحاد السوفييتي |
| ------- | --------------- | ----------------- |
|         | تقرير           |                   |

حسمت نتيجة المباراة بالقرعة، عن طريق قائد إيطاليا جاشينتو فاكيتي , وصعدت إيطاليا للمباراة النهائية.

| يوغسلافيا          | 1-0   | إنجلترا |
| ------------------ | ----- | ------- |
| دراغان دجاييتش 86' | تقرير |         |

### تحديد المركزين الثالث والرابع
| إنجلترا                            | 0-2   | الإتحاد السوفييتي |
| ---------------------------------- | ----- | ----------------- |
| بوبي تشارلتون 39' · جيوف هورست 63' | تقرير |                   |

### النهائي
| إيطاليا            | 1-1 (وقت إضافي) | يوغسلافيا          |
| ------------------ | --------------- | ------------------ |
| أنجلو دومنغيني 80' | تقرير           | دراغان دجاييتش 39' |

### إعادة النهائي
| إيطاليا                              | 2-0   | يوغسلافيا |
| ------------------------------------ | ----- | --------- |
| لويجي ريفا 12' · بييترو أناستازي 31' | تقرير |           |

## إحصاءات
هداف البطولة
هدفين
- دراغان دزاجيتش

هدف واحد
- لويجي ريفا
- أنجيلو دومينغي
- بييترو أناستازي
- جيوف هورست
- بوبي تشارلتون

أسرع هدف
- لويجي ريفا الدقيقة 12 (إيطاليا ويوغسلافيا إعادة النهائي)

معدل التهديف
- 1,4 في المباراة الواحدة.